# Линдквист, Селим
Селим Арвид Линдквист (швед. Selim Arvid Lindqvist; 19 мая 1867, Гельсингфорс, Великое княжество Финляндское — 17 мая 1939, Хельсинки, Финляндия) — финский архитектор.

## Биография
Родился в семье унтер-офицера. Его мать держала пекарню. Был седьмым из пятнадцати детей в семье.
С 1884 по 1888 год изучал архитектуру в Политехническом институте в Гельсингфорсе под руководством К. Г. Нюстрёма и Ф. А. Шёстрёма. Во время учёбы начал работать в бюро Константина Киселёва. В 1890 году приобрел известность, спроектировав здание торгового центра «Меркурий». В 1890-х, когда строительная активность в Хельсинки снизилась из-за экономического спада, Линдквист путешествовал по Италии, Австрии, Венгрии и Германии, в течение года работал в Нижнем Новгороде (для всероссийской выставки 1896 года) и некоторое время в Берлине.
По возвращении в Финляндию работал с 1896 по 1898 год в Ханко, а затем в Хельсинки. Впоследствии спроектировал множество зданий в столице Финляндии, главным образом, коммерческого назначения, но также и административные, промышленные постройки, частные дома. С 1902 по 1910 год преподавал в Высшей школе искусств и дизайна.

## Творчество
В сравнении с постройками в стиле национального романтизма рубежа веков в работах Линдквиста проявляется явная рационалистическая тенденция. Он активно внедрял новые строительные технологии, связанные с применением каркасных конструкций из стали и бетона.
Наиболее известные постройки — торговый центр Лундстрема ("Алекси,13"), электростанция в Сувилахти, частные дома в Хельсинки — Вилла Йоханна, Вилла Энси.

## Галерея

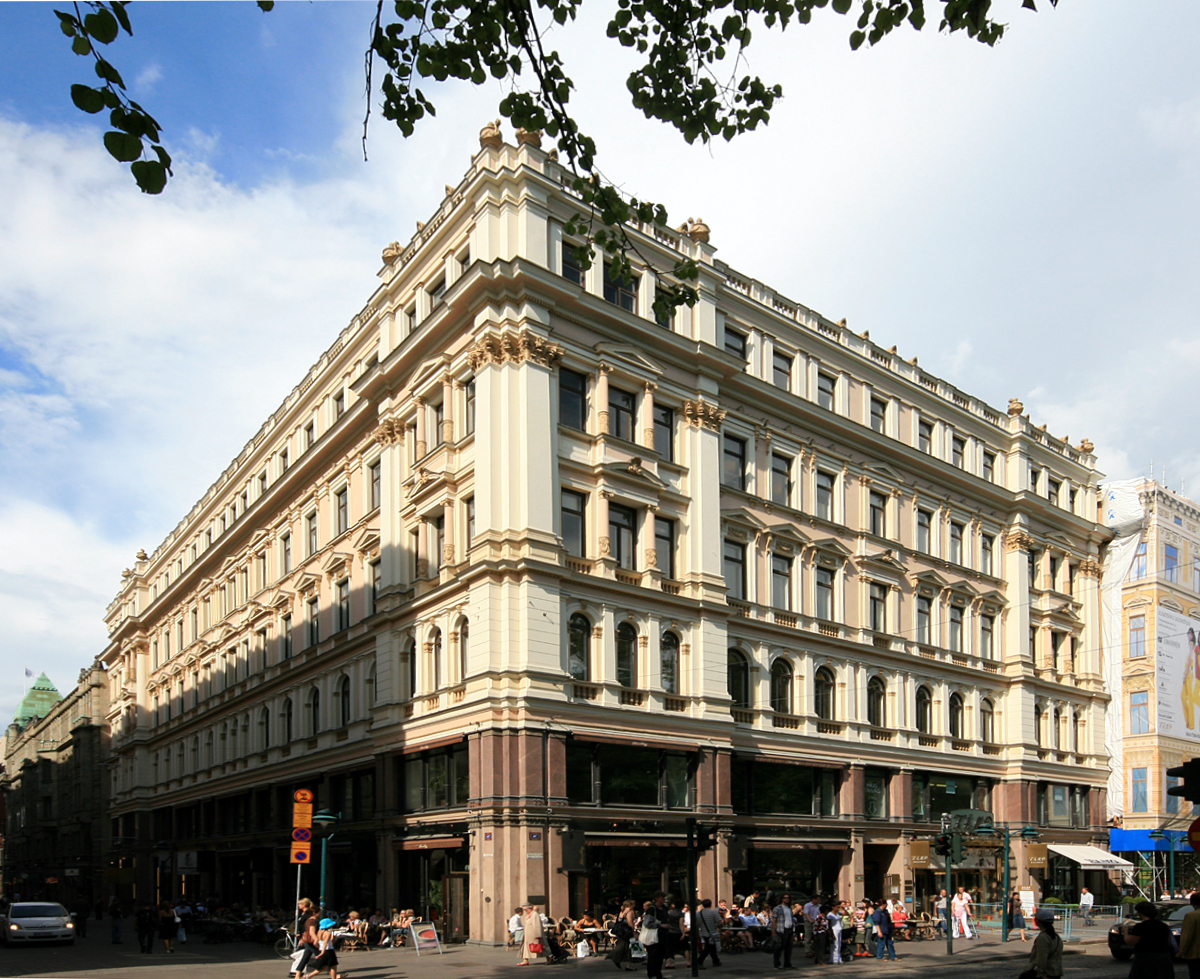
Торговый центр «Меркурий» (1890)
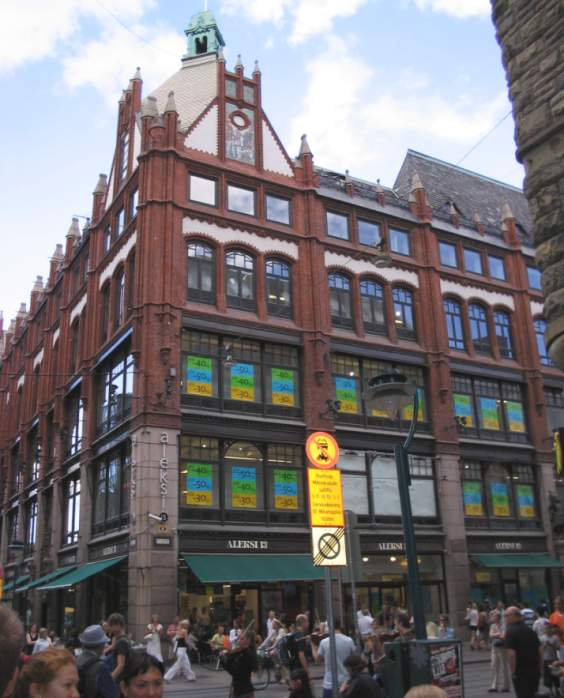
Торговый центр Лундквиста («Алекси, 13») (1901)
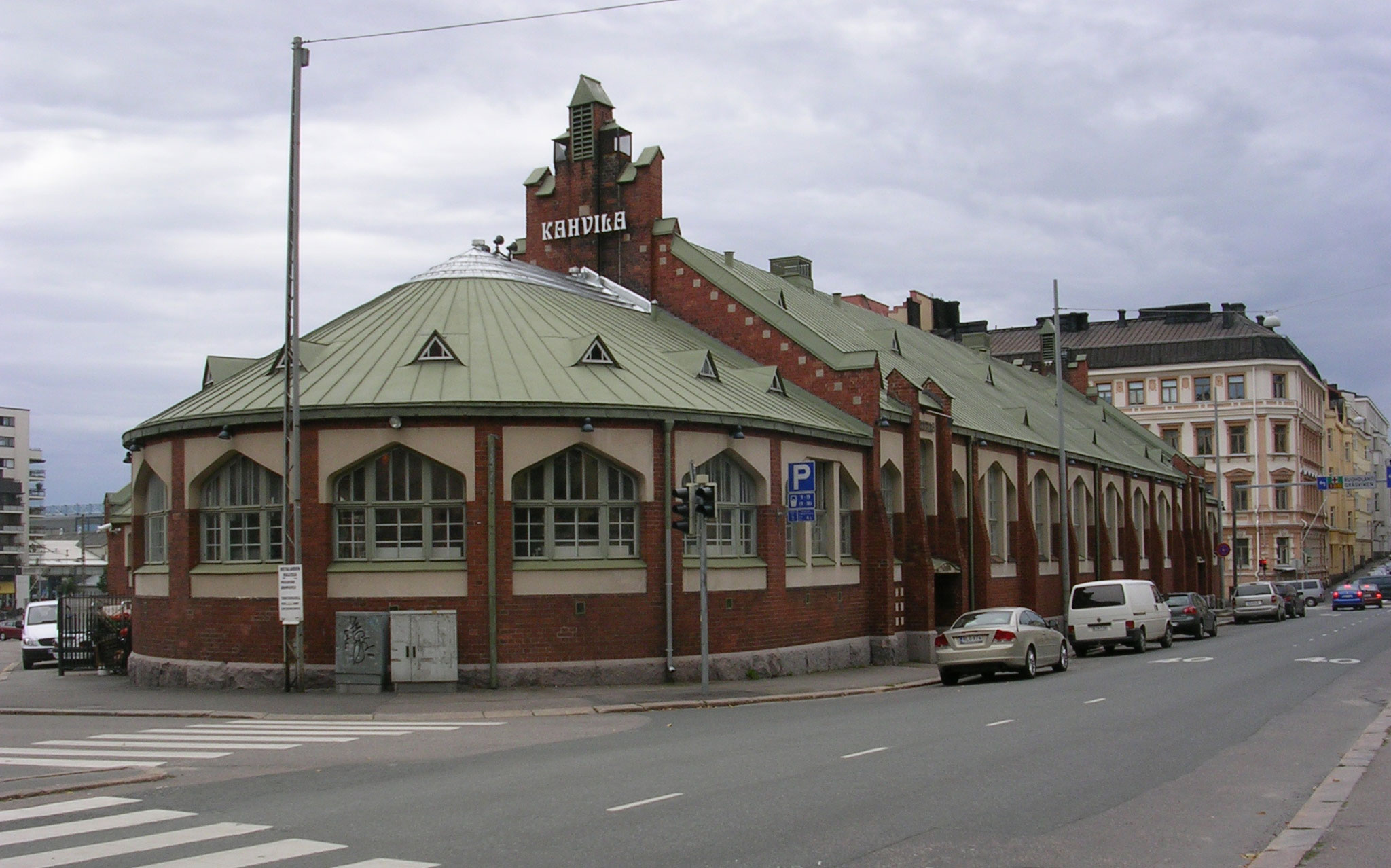
Рынок Хиеталахти (1903-04)
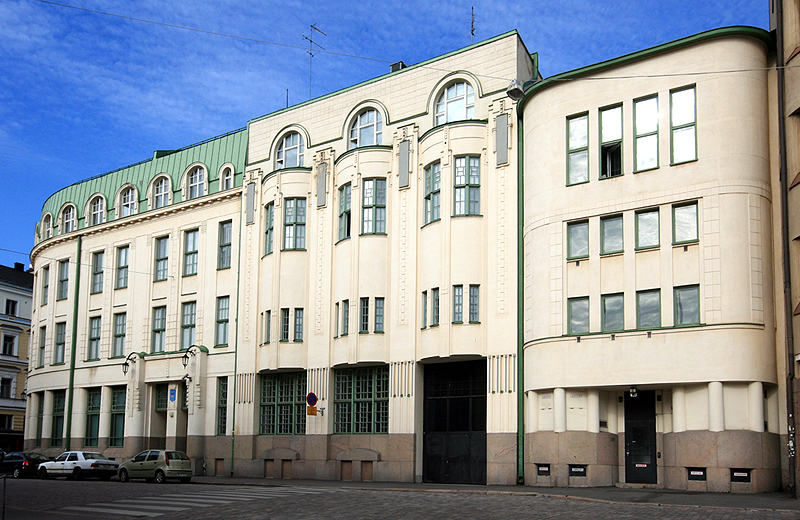
Здание городской электрической компании (1909)
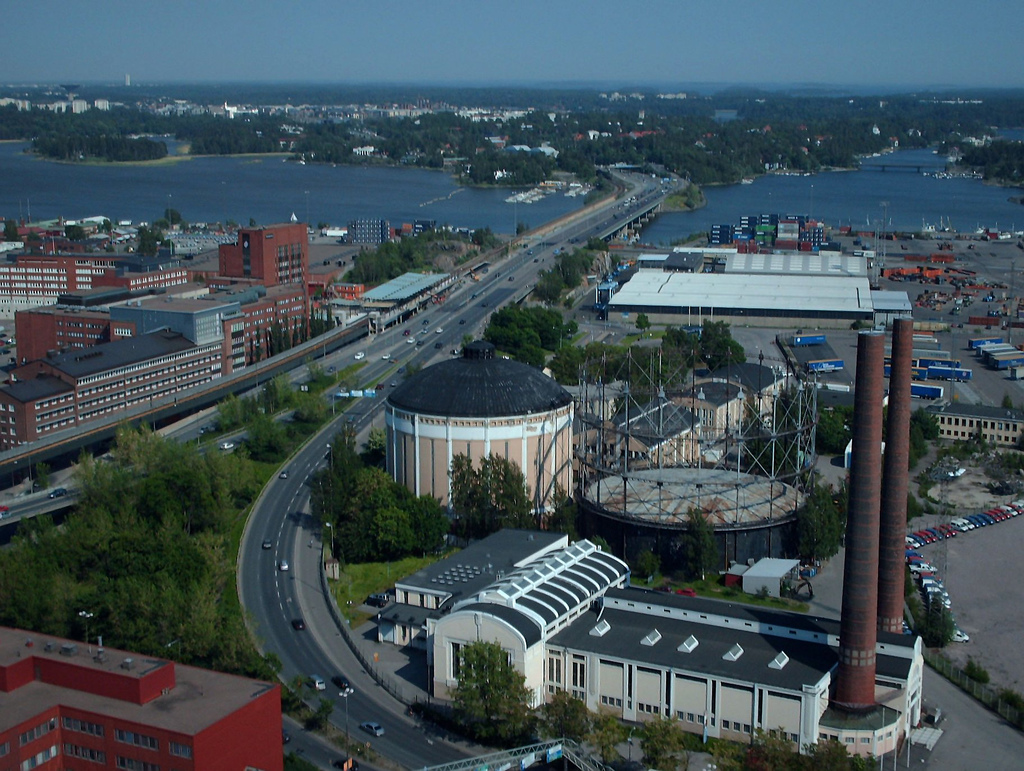
Электростанция Сувилахти (1909)
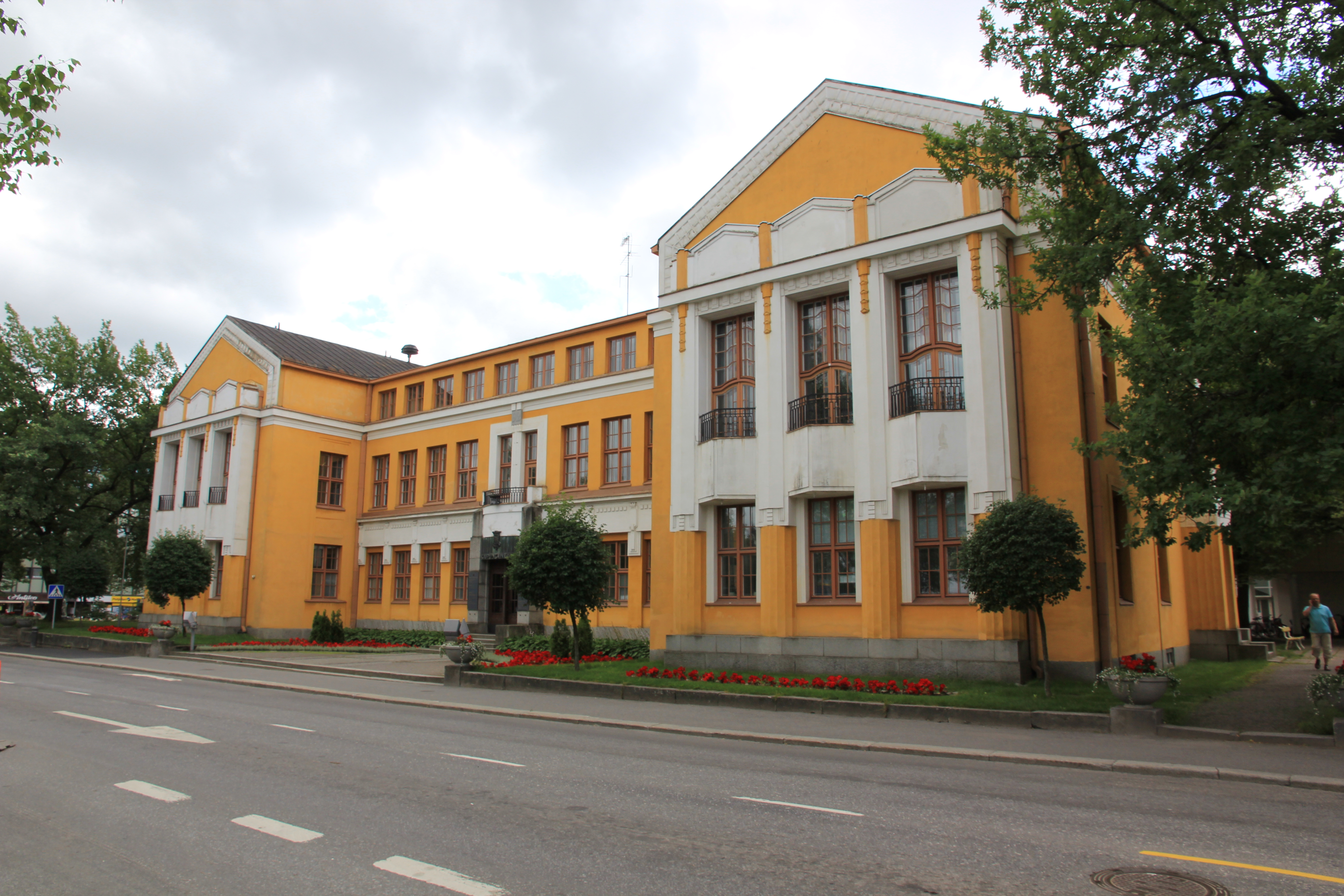
Ратуша в Миккели (1910-12)
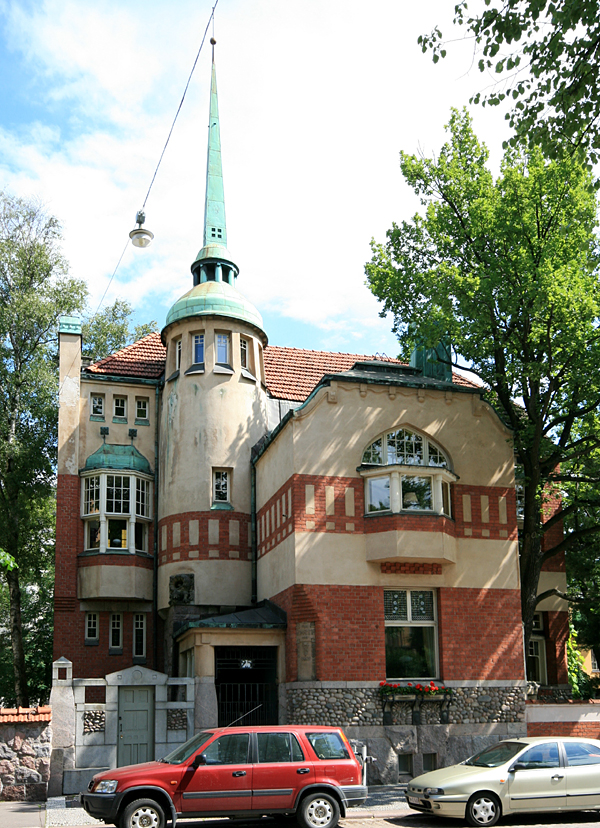
Вилла «Йоханна» (1906)
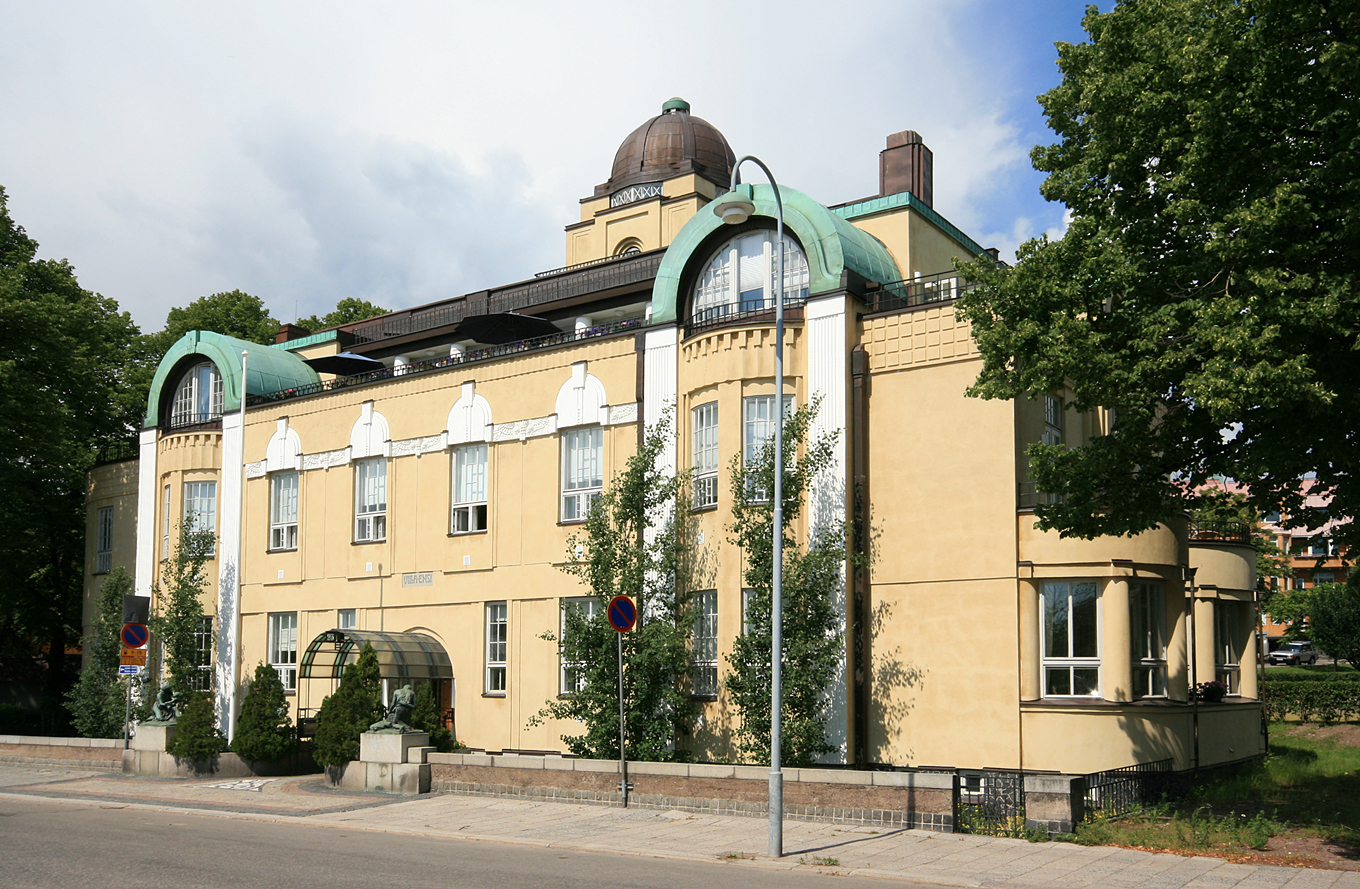
Вилла «Энси» (1910-12)